# Jerzy Wielgus
Jerzy Wielgus (ur. 3 listopada 1952 w Warszawie) – polski działacz związkowy i samorządowiec, w latach 2003–2005 przewodniczący zarządu Regionu Mazowsze NSZZ „Solidarność”.

## Życiorys
Absolwent stołecznego technikum elektryczno-mechanicznego (1977), w późniejszym czasie uzyskał wykształcenie wyższe. Od 1968 zatrudniony w Miejskich Zakładach Komunikacyjnych w Warszawie, a po przekształceniach w latach 90. w Miejskich Zakładach Autobusowych w Warszawie.
W sierpniu 1980 uczestniczył w strajku pracowniczym, we wrześniu dołączył do „Solidarności”. Był m.in. przewodniczącym komisji zakładowej związku. Po wprowadzeniu stanu wojennego działał w niejawnych strukturach „S”.
Od 1989 działacz związkowy. Został przewodniczącym Krajowej Sekcji Komunikacji Miejskiej (1991) i przewodniczącym Sekretariatu Służb Publicznych NSZZ „S” (1995). Od 1995 powoływany w skład Komisji Krajowej, w latach 2003–2005 był przewodniczącym zarządu Regionu Mazowsze. Był również zastępcą kierownika Zakładu Naprawy Autobusów (2001–2003), zaś w latach 2006–2010 wchodził w skład zarządu Miejskich Zakładów Autobusowych.
W latach 1998–2006 przez dwie kadencje (w pierwszej z ramienia AWS, w drugiej z listy LPR) był radnym Warszawy. Od 1998 do 2002 pełnił funkcję wiceprzewodniczącego rady miasta. W 2014 był kandydatem Prawa i Sprawiedliwości do sejmiku mazowieckiego, mandat radnego V kadencji objął w 2015 w miejsce Michała Dworczyka.
W 2016 prezydent Andrzej Duda odznaczył go Krzyżem Kawalerskim Orderu Odrodzenia Polski.